# Barsø
Barsø es una pequeña isla de Dinamarca, perteneciente al municipio de Aabenraa (en danés, kommune) en la costa oriental de la península de Jutlandia.
Barsø cubre una superficie de 2,5 km² y alberga una población de 26 habitantes (2006).